# Ageismo
Per ageismo (inglesismo derivato da ageism), o etaismo, s'intende la discriminazione nei confronti di una persona o più persone in base all'età, sia giovane che avanzata.

## Etimologia
Il termine inglese è stato coniato nel 1969 dal gerontologo statunitense Robert Neil Butler, per indicare la discriminazione per ragioni d'età. Deriva da age, "età" col suffisso -ism , "-ismo".

## Aspetti legali
L'ageismo è legalmente vietato. In Italia, la Costituzione, all'articolo 3 (principio di uguaglianza), vieta qualsiasi forma di "discriminazione basata sulle condizioni personali", genus nel quale la dottrina costituzionale ha fatto rientrare la specie della "discriminazione basata sull'età", di cui l'ageismo rappresenta una sottospecie.
Anche la Carta dei diritti fondamentali dell'Unione europea del dicembre 2000 vieta espressamente qualsiasi forma di "discriminazione basata sull'età".

## Forme di ageismo

### Ageismo nella sanità
La discriminazione dell'anziano nelle cure sanitarie è un problema precedente al 1968, anno di creazione dell'inglesismo. Essa pone a rischio il diritto alla salute dell'anziano, specie di quello con disabilità.
Sono stati criticati come ageismo atteggiamenti opposti durante la pandemia di COVID-19, come considerare la morte dei più anziani o degli ultracinquantenni come poco grave in quanto non produttivi o meno produttivi, sia l'introduzione di imposizioni ulteriori ai suddetti come l'obbligo di vaccinazione o in alcuni Stati il divieto specifico di uscire di casa limitato ad essi.

### Ageismo nei media
L'ageismo nei mass media è un problema più recente, ed è dovuto alla misura in cui la politica editoriale della televisione tende a promuove oltre misura il giovanilismo attraverso il mito dell'eterna giovinezza ed il desiderio di sentirsi giovani, a discapito della figura dell'anziano. Alcune forme di pubblicità esaltando il consumo di prodotti legati all'immagine della giovanilità del corpo, danno una veste caricaturale ai segni della vecchiaia e tendono a ridurre in forme caricaturali lo stesso valore della naturale anzianità.

### Ageismo nei rapporti sociali
L'ageismo si manifesta anche fuori dai canali istituzionali-sanitari e mediatici, riverberandosi nei rapporti e nelle relazioni sociali, dove esiste una chiara o più velata discriminazione nei confronti dell'anziano o del più anziano, che può essere motivato da ragioni economiche, sociali o commerciali. La discriminazione di età è il risultato di azioni intraprese per negare o limitare le opportunità alle persone in base all'età, un costrutto sociale. Di solito si tratta di azioni intraprese come risultato delle convinzioni e degli atteggiamenti ageisti di una persona. La discriminazione di età si verifica sia a livello personale che istituzionale, spesso anche nel giornalismo e nell'intrattenimento mainstream occidentali moderni in forma di propaganda e disinformazione, ad esempio in ambito woke o neo-capitalista. A livello personale, una persona più anziana può sentirsi dire che è troppo vecchia per partecipare a determinate attività fisiche, come una partita informale di basket tra amici e familiari; oppure può anche sentirsi dire (cosa più comune nella società occidentale moderna) di essere troppo vecchio per uscire sia in amicizia che non, con persone più giovani o anche solo per essere attratto sessualmente da persone molto più giovani (in realtà più che naturale) e di avere un o una partner considerevolmente più giovane. 
Questo può avvenire anche nei confronti di persone che non hanno raggiunto neppure la cosiddetta "mezza età", e spesso si susseguono a questo anche offensivi, inappropriati e gravi insulti e termini ageisti (ad esempio "boomer" in senso spregiativo, "vecchio", oppure "pedofilo" nei confronti di chi ha una relazione con una persona più giovane, e quest'ultimo, se usato a sproposito e fuori contesto senza basi valide, come per altri termini influenti con precisi e seri significati, è anche illegale in quanto calunnia o/e diffamazione), e atti di bullismo, anche cyberbullismo.A perpetuare ed alimentare questa particolare forma di bigottismo e neo-puritanesimo ageista vi sono anche siti web, tra cui, ad esempio, il sito specializzato in gossip per influencer Weppoh (in questo caso persino nei confronti di giovani coppie o potenziali coppie) e il sito web Mary Sue. In quanto ad esempi di individui presi singolarmente ci sono la giornalista Azzurra Noemi Barbuto, l'attore Roger Moore e le attrici Monica Bellucci e Laura Dern.
Nel 2019 si è diffusa tra adolescenti e giovani sui social media la frase "OK boomer" per zittire o prendere in giro opinioni percepite come "lamentele conservatrici e paternalistiche" della generazione dei cinquanta-sessanta-settantenni (sebbene nel 2019 i cinquantenni fossero già oltre la generazione dei baby boomer alla nascita), e ritenuta – con una generalizzazione spesso criticata – responsabile dei principali problemi contemporanei, dalla crisi finanziaria a quella pensionistica e climatica.

### Ageismo nel mondo lavorativo
Esistono delle forme di discriminazione nei luoghi di lavoro legate all'età che possono essere dirette sia ai più giovani sia ai senior. Per ciò che riguarda questi ultimi, questo fenomeno è deducibile da:
- selezione del personale, dove spesso esistono dei limiti d'età per accedere a determinate posizioni;
- formazione in quanto i datori di lavori tendono ad investire sui giovani piuttosto che sui senior;
- valutazione delle prestazioni, dove i più giovani riescono ad ottenere un buon punteggio mentre coloro che hanno superato una certa età non riescono a realizzare una valutazione positiva e vengono dunque esclusi da incentivi e promozioni.

Sono stati introdotti negli anni degli interventi di age inclusion che hanno come obiettivo il contenimento delle politiche e delle azioni discriminatorie nei confronti dei senior. Grazie a queste pratiche, infatti, le differenze legate all'età non vengono percepite come un ostacolo ma come un plus valore che permette di rafforzare l'integrazione e la collaborazione tra persone apparenti a fasce d'età diverse all'interno della stessa organizzazione. Se il contatto tra lavoratori più giovani e senior non è mediato e facilitato, esso può sfociare in conflitti intergruppo tra ciò che viene visto come ingroup e ciò che viene considerato outgroup e ciò non è positivo per l'azienda.
D'altro canto, i lavoratori senior hanno come punto di forza maggior esperienza e sapere pratico rispetto ai professionisti più giovani. Questo aspetto può avere risvolti negativi in quanto l'eccesso di conoscenza e di familiarità può ostacolare la crescita, l'espansione, l'innovazione e l'apertura dell'organizzazione a modalità e forme insolite di fare e di agire. Di conseguenza si parla di un fenomeno conosciuto come early exit ossia la prematura uscita di scena dei senior dal mercato lavorativo.
Per evitare la de-professionalizzazione dei lavoratori più maturi e permettere la loro inclusività all'interno del mercato lavorativo sono state stabilite delle linee di azione:
1. tenere sotto controllo la demografia aziendale;
2. amministrare in modo flessibile gli orari di lavoro e gli spazi lavorativi;
3. promuovere la mobilità internazionale e l'outplacement;
4. dedicare tempo e spazio al networking intergenerazionale;
5. organizzare percorsi di sviluppo e di aggiornamento professionale.